# 冯丹
冯丹（1970年5月—），女，汉族，湖北京山人，中华人民共和国计算机科学家，中国民主同盟盟员，第十二、十三届全国人民代表大会湖北地区代表。现为华中科技大学计算机科学与技术学院院长，主持学院行政班子日常工作，分管学科建设工作、财务工作。

## 生平
冯丹毕业于华中科技大学计算机系统结构专业。2018年2月24日，当选为第十三届全国人大代表。